# 马克西米利安·海德尔
马克西米利安·海德尔（德語：Maximilian Haider，1950年1月23日—），德国物理学家。1987年获达姆施塔特工业大学物理学博士学位。1989年成为欧洲分子生物学实验室物理仪器项目小组负责人。1992年与克努特·乌尔班、哈拉尔德·罗泽开始了一项电子显微镜项目。2011年获沃尔夫物理学奖。